# Fabrice Boulanger
Pour les articles homonymes, voir Boulanger (homonymie).
Fabrice Boulanger est un écrivain et illustrateur belge né en 1973. Il vit depuis plusieurs années au Québec. 

## Biographie
Il a publié des romans et des albums pour la jeunesse dans plusieurs maisons d’édition. Il a également illustré plusieurs romans pour la jeunesse.

## Œuvres
- Alibis Inc., éditions Québec Amérique Jeunesse, Collection Titan, Montréal, Québec : 2006.
- Un boucan d’enfer, éditions ERPI, Collection Rat de bibliothèque, Montréal, Québec : 2006.
- Jeu de dames, éditions Québec Amérique Jeunesse, Collection Alibis, Montréal, Québec : 2007.
- Le Projet Tesla, éditions Québec Amérique Jeunesse, Collection Titan, Montréal, Québec : 2010.